# Villaggio Olimpico di Milano
Il Villaggio Olimpico di Milano sarà un complesso di palazzi sorto per ospitare gli atleti partecipanti ai XXV Giochi olimpici invernali e ai XIV Giochi paralimpici invernali del 2026, assieme a quelli di Cortina d'Ampezzo e di Livigno. 

## Storia
Il progetto è stato presentato a luglio 2021, con consegna prevista entro luglio 2025.
Il villaggio, progettato dallo studio americano Skidmore, Owings & Merrill, si estenderà su un'area di circa 60000 m² nella parte occidentale del nuovo quartiere di Scalo Romana, che sorgerà nel contesto della riqualificazione dell'area del dismesso scalo di Porta Romana. Il progetto prevede la costruzione di sei nuovi edifici e il recupero di due costruzioni preesistenti di origine industriale, oltre che l'edificazione di una piazza olimpica. Gli appartamenti ospiteranno circa 1400 atleti e da obiettivo verranno in parte convertiti in studentato entro l'apertura dell'anno accademico 2026-2027 e in parte destinati all'housing sociale, mentre 10000 m² saranno riservati a servizi privati.
Le costruzioni verranno realizzate rispettando i requisiti per gli edifici a energia quasi zero, con l'utilizzo di sistemi di recupero dell'acqua piovana, pannelli fotovoltaici e l'utilizzo di materiali a basso impatto tra cui il legno, e saranno dotate di giardini verticali.
L'area sarà connessa ad alcuni dei principali poli universitari della città attraverso la linea S9 e la nascente Circle line del servizio ferroviario suburbano di Milano.

## Trasporti
L'area disterà circa:
- 800 metri dalla fermata  Lodi TIBB della metropolitana di Milano,
- 1 km dalle stazioni di  Milano Porta Romana e  Milano Tibaldi del servizio ferroviario suburbano di Milano.